# La Nocturne de Cotonou

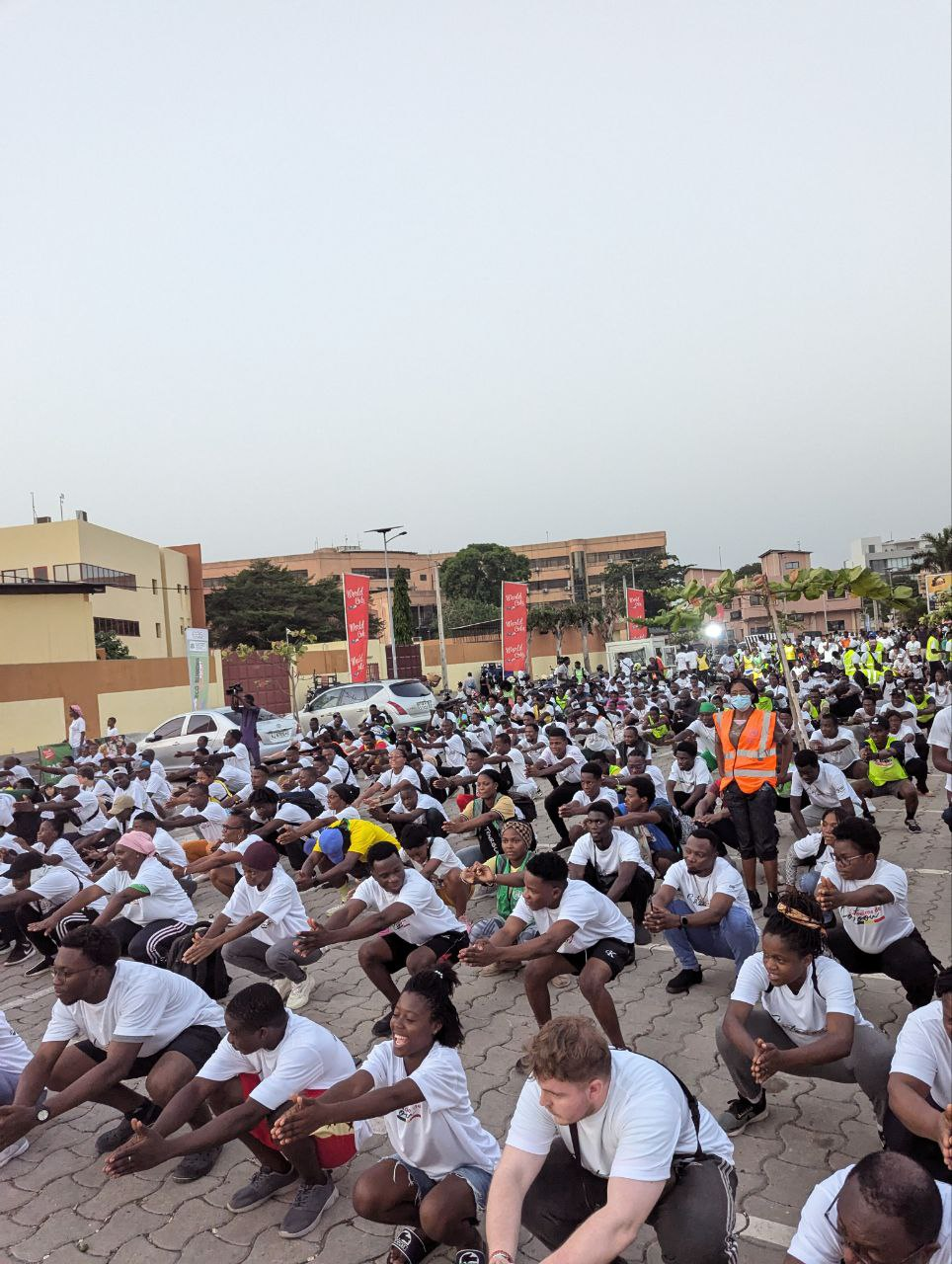
La nocturne de Cotonou

La Nocturne de Cotonou est un événement qui se tient en soirée dans la ville de Cotonou, au Bénin. Cette manifestation est la plus grande mobilisation écocitoyenne au Bénin qui vise a responsabiliser les participants sur l'importance de la préservation de l'environnement. Elle est sportive et permet à toutes les couches sociales de marcher ou de courir avec des pancartes sur le fléau du sachet plastique. Cette activité draine plus de 3000 personnes dans les rues éclairées de Cotonou et suscite la fierté d'être Beninois. La Nocturne de Cotonou est sportive et festive et vise généralement à valoriser la convivialité, la culture locale, les bienfaits du sports pour la santé et le dynamisme de la capitale économique du pays.
Les participants peuvent marcher ou courir sur un circuit préalablement défini, sur la chausee, bloquée pour la circonstance, encadrés par les forces de l'ordre.
Le Maire de Cotonou, des autorités, diplomates et les citoyens de Cotonou se retrouvent autour de cette activité a la fin pour promouvoir l'artisanat local.
A la fin, une grande tombola gratuite offrant divers lots de prix intéressants dont souvent des billets d'avion et des sejours dans les hôtels du pays.

## Organisation et Périodicité
La Nocturne de Cotonou, initiée par l'activiste écocitoyenne béninoise Sandra Idossou, est organisée en collaboration avec divers partenaires et bénévoles engagés pour la préservation de l'environnement et la propreté urbaine. Cet événement, qui a lieu deux fois par an, généralement fin juillet en prélude à la Fête de l'indépendance du 1er Août et fin décembre, en est à sa quatrième édition,,,,.

## Activité et Participation
Les participants à la Nocturne de Cotonou s'engagent dans des marches nocturnes sur des itinéraires prédéfinis, souvent accompagnées de ramassages de déchets pour nettoyer les rues de la ville. L'événement propose également des séances de relaxation, des expositions de produits locaux et des activités de sensibilisation. Elle rassemble des milliers de participants de tous âges, dont des figures locales comme le maire de Cotonou, Luc Atrokpo, qui a activement pris part aux éditions précédentes.